# Stari Bohorodtschany
Stari Bohorodtschany (ukrainisch Старі Богородчани; russisch Старые Богородчаны Staryje Bogorodtschany, polnisch Bohorodczany Stare) ist ein Dorf in der ukrainischen Oblast Iwano-Frankiwsk mit 3569 Einwohnern (2001).

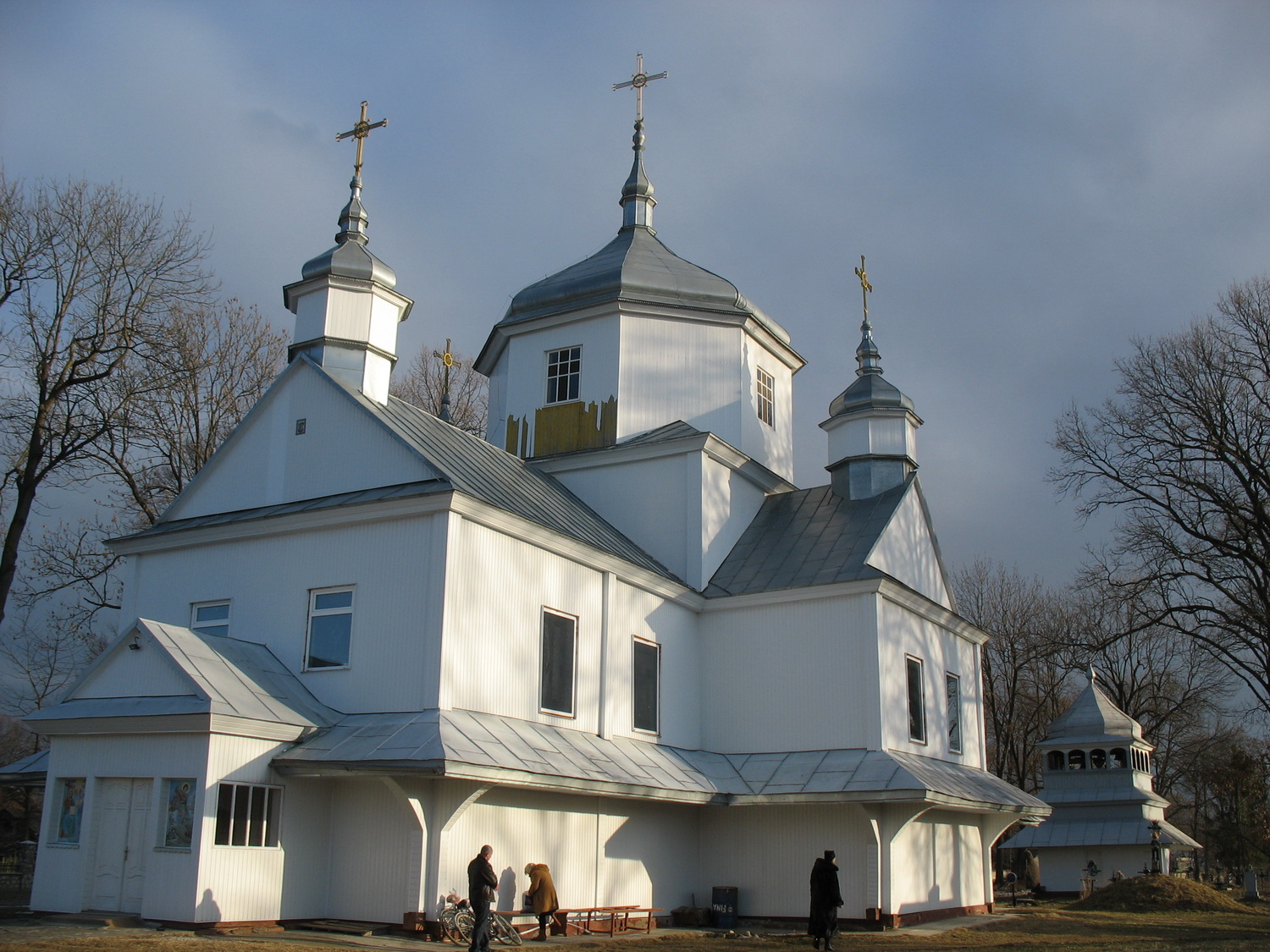
Eine der denkmalgeschützten Holzkirchen im Dorf

Das erstmals 1441 schriftlich erwähnte Dorf ist das administrative Zentrum der gleichnamigen seit 20. August 2015 bestehenden, 84,33 km² großen Landgemeinde Stari Bohorodtschany (Старобогородчанська сільська громада/Starobohorodtschanska silska hromada) im Norden des ehemaligen Rajon Bohorodtschany mit insgesamt 6120 Einwohnern, zu der noch die Dörfer Hryniwka (Гринівка, ⊙) mit etwa 680 Einwohnern Lessiwka (Лесівка, ⊙) mit etwa 360 Einwohnern Nywotschyn (Нивочин, ⊙) mit etwa 760 Einwohnern Skobytschiwka (Скобичівка, ⊙) mit etwa 760 Einwohnern gehören.
Am 12. Juni 2020 wurde das Dorf, welches bis dahin im Rajon Bohorodtschany lag, ein Teil des Rajons Iwano-Frankiwsk.
Folgende Orte sind neben dem Hauptort Stari Bohorodtschany Teil der Gemeinde:
| Name                     | Name       | Name                       | Name               |
| ukrainisch transkribiert | ukrainisch | russisch                   | polnisch           |
| ------------------------ | ---------- | -------------------------- | ------------------ |
| Hryniwka                 | Гринівка   | Гриневка (Grinewka)        | Hryniówka          |
| Lessiwka                 | Лесівка    | Лесовка (Lessowka)         | Łesiówka           |
| Nywotschyn               | Нивочин    | Нивочин (Niwotschin)       | Niewoczyn          |
| Skobytschiwka            | Скобичівка | Скобычевка (Skobytschewka) | Bohorodczany Stare |

Die Ortschaft liegt im Osten der historischen Landschaft Galizien am Ufer des Bystryzja Solotwynska gegenüber vom ehemaligen Rajonzentrum Bohorodtschany und 20 km südwestlich vom Oblastzentrum Iwano-Frankiwsk.
Im Dorf befindet sich drei hölzerne, zwischen 1863 und 1926 erbaute, denkmalgeschützte Kirchen.